# Мотильяс
Культура Мотильяс (в испаноязычной литературе используется иной термин, «ламанчская бронза», исп. Bronce Manchego) — цивилизация оседлых земледельцев и скотоводов, существовавшая на территории исторической области Ла-Манча (занимавшей часть провинции Сьюдад-Реаль, практически всю провинцию Альбасете и несколько анклавов в провинциях Толедо и Куэнка) в период энеолита и бронзового века (около 2200—1500 вв. до н. э.). Считается, что носители культуры принадлежали к одному из доиндоевропейских народов, позднее влившихся в состав культуры иберов.
Эта культура характеризовалась главным образом сооружением сильно укреплённых поселений, известных как «мотилья» (отсюда и название культуры), выглядевших как опоясывающие друг друга в несколько концентрических колец стены жилых зданий, что облегчало защиту от вторжений и контроль окружающей территории.

## Распространение

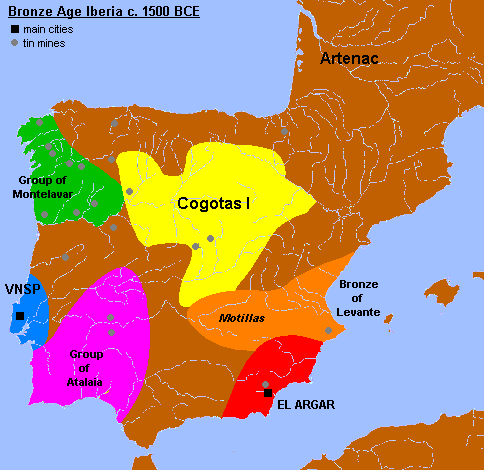
Ламанчская бронза и другие культуры бронзового века на Пиренейском полуострове. См. доисторическая Иберия

Установить точные границы распространения культуры непросто, поскольку в ряде мест друг на друга накладываются признаки сразу трёх культур, существовавших одновременно. Довольно чёткой границей является река Сегура, к северу от которой возникли первые поселения, не связанные с аргарской культурой, но связанные с ламанчской бронзой. Условная линия Эллин — Альбатана — Монтеалегре-дель-Кастильо — Альманса (которая одновременно совпадает с современной административной границей между провинциями Альбасете, Аликанте и Мурсия), составляет южную границу. Долина Виналопо составляет границу между валенсийской и ламанчской бронзой на востоке. Северная граница простиралась до долины Тахо и Серрания-де-Куэнка. Западная граница недостаточно изучена.

## Характеристика

### Металлические изделия
Несмотря на то, что по формальным признакам культура Ламанчской бронзы относится к культурам бронзового века, одной из её курьёзных характерных особенностей является весьма малое количество, а в ряде погребений — полное отсутствие изделий из бронзы, и наряду с этим — изобилие изделий из других медных сплавов (медь с мышьяком) или просто меди. Этот парадокс объясняется не столько отсутствием технологий производства бронзы, сколько трудностью с добычей олова — одного из важнейших компонентов бронзы.